# Fabresema bicornuta
Fabresema bicornuta är en fjärilsart som beskrevs av Holloway 1979. Fabresema bicornuta ingår i släktet Fabresema och familjen björnspinnare. Inga underarter finns listade i Catalogue of Life.